# Дениз Ричардс
Дениз Ли Ричардс (енгл. Denise Lee Richards) је америчка глумица и модел, која је рођена 17. фебруара 1971. године у Даунерс Гроуву (Илиној).

## Биографија
Дениз је рођена 7. фебруара 1971. године у Даунерс Гроуву (Илиној). Родитељи су јој велског порекла. Кад јој је било 14 година са родитељима се сели у Калифорнију. Матурирала је у El Camino High School, где је била чирлидерсица.
Пре него што ће постати глумица, радила је као модел. Појављивала се почетком деведесетих у неколико нискобуџетних филмова и гостовала је у разним ТВ серијама. Постала је позната крајем деведесетих глумећи у неколико филмова као што су Свемирски војници, Дивље ствари и Свет није довољан у коме је глумила са Пирсом Броснаном који у том филму глуми Џејмса Бонда. Децембра 2004. године сликала се нага за Плејбој магазин.

## Приватни живот
Удала се за глумца Чарлија Шина 2002. године и има две кћерке са њим (Сам Џ и Лола Роуз). Априла 2006. године се растала са Шином и била је у вези са глумцем Џоном Стамосом, а касније и са гитаристом Ричијем Самбором.

### Инцидент са папарацима
У новембру 2006. године Дениз је имала лични обрачун са неколико папараца, који су је сликали са оближњег балкона. Дениз је узела један од својих лаптопа и бацила кроз прозор. Лаптоп је пао близу две старице и једној од њих нанео лакше повреде (неколико модрица на телу).

## Филмографија
| Улоге Дениз Ричардс |                   |               |                         |          |
| Година              | Српски назив      | Изворни назив | Улога                   | Напомена |
| 1993.               |                   |               | Синди #1                |          |
| 1995.               |                   |               | Кети Дејмор             |          |
| 1995.               |                   |               | Џес                     |          |
| 1996.               |                   |               | Тина Џејкобс            |          |
| 1996.               |                   |               | Колин                   |          |
| 1997.               | Свемирски војници |               | Кармен Ибанез           |          |
| 1997.               |                   |               | Џана, Луциферова сестра |          |
| 1998.               | Дивље страсти     |               | Кели Ланијер Ван Рајан  |          |
| 1998.               |                   |               | Елизабет                |          |
| 1999.               | Свет није довољан |               | Др Крисмас Џоунс        |          |
| 1999.               | Цркни лепотице    |               | Ребека „Беки“ Ен Лиман  |          |
| 1999.               |                   |               | Венди                   |          |
| 2001.               |                   |               | Синди Стајн             |          |
| 2001.               |                   |               | Пејџ Прескот            |          |
| 2002.               |                   |               | Триш                    |          |
| 2002.               |                   |               |                         |          |
| 2002.               | Састанак на слепо |               | Клои                    |          |
| 2002.               |                   |               | Дајана Еванс            |          |
| 2003.               | Мрак филм 3       |               | Ени Логан               |          |
| 2003.               | У ствари љубав    |               | Карла                   |          |
| 2004.               |                   |               | Лорен Кандел            |          |
| 2004.               |                   |               | Ребека                  |          |
| 2005.               |                   |               |                         |          |
| 2007.               |                   |               | Дон Ст. Дом             |          |
| 2009.               | Проклета љубав    |               | камео                   |          |